# Apallates forbesi
Apallates forbesi är en tvåvingeart som först beskrevs av Charles Howard Curran 1931.  Apallates forbesi ingår i släktet Apallates och familjen fritflugor. Inga underarter finns listade i Catalogue of Life.